# Bouyon

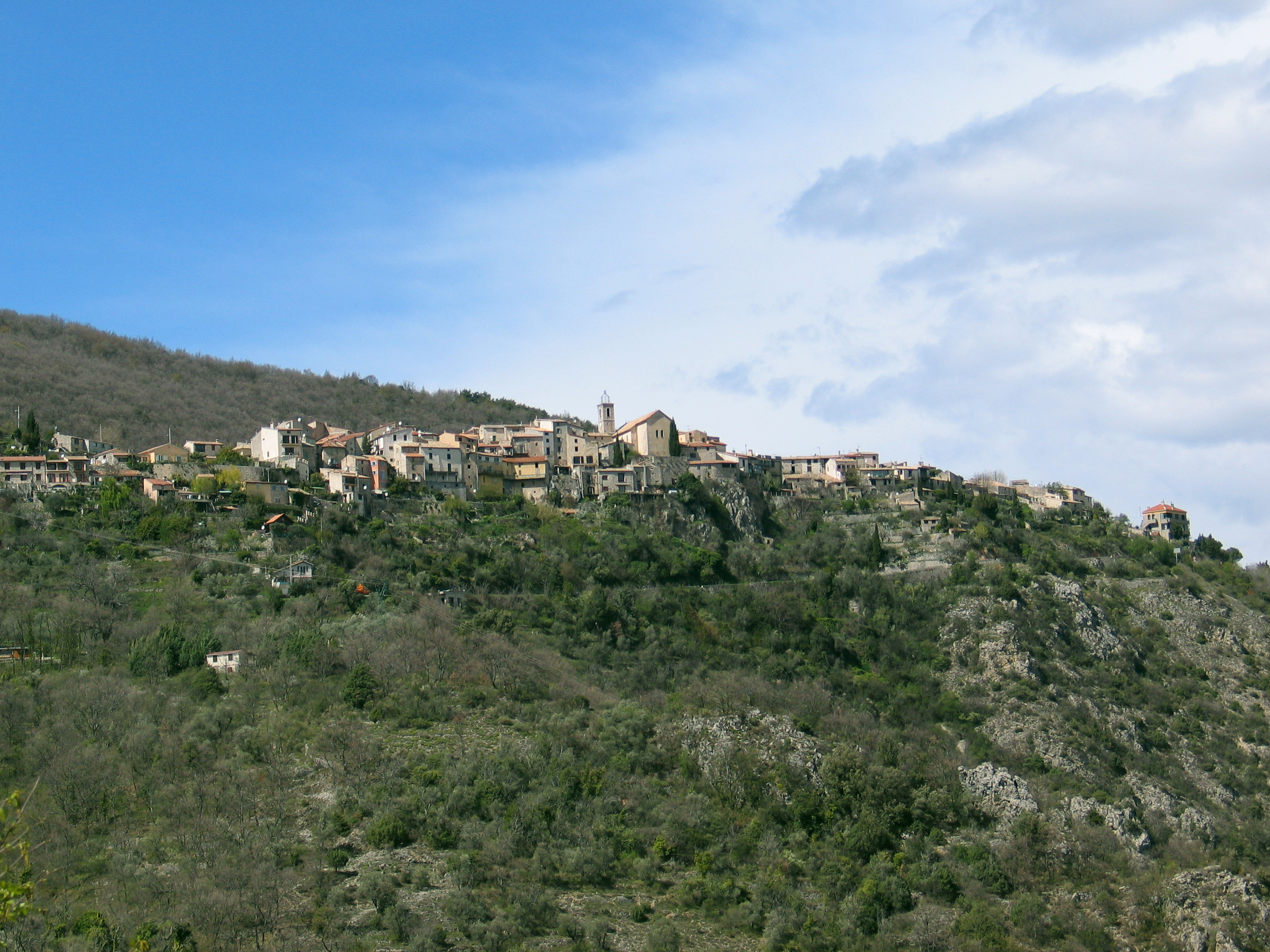
Widok na miejscowość

Bouyon – miejscowość i gmina we Francji, w regionie Prowansja-Alpy-Lazurowe Wybrzeże, w departamencie Alpy Nadmorskie.
Według danych na rok 1990 gminę zamieszkiwały 243 osoby, a gęstość zaludnienia wynosiła 20 osób/km² (wśród 963 gmin regionu Prowansja-Alpy-W. Lazurowe Bouyon plasuje się na 590. miejscu pod względem liczby ludności, natomiast pod względem powierzchni na miejscu 642.).